# Konstanze Seidl
Konstanze Seidl (* 4. Dezember 1966) ist eine ehemalige deutsche Fußballspielerin.

## Karriere
Als die Frauenfußballmannschaft des VfL Ulm/Neu-Ulm ihre Aufstiegspremiere in die neu geschaffene, seinerzeit noch zweigleisige Bundesliga mit Aufnahme des Spielbetriebes mit der Saison 1990/91 hatte, gehörte Konstanze Seidl dieser an. Im Alter von 23 Jahren bestritt sie ihr erstes von vier Saisonspielen am 21. Oktober 1990 (6. Spieltag) im torlosen Heimspiel gegen den TuS Binzen.
In der Saison 1991/92 gehörte sie dem Kader des Ligakonkurrenten FC Bayern München an. Für diesen wurde sie in zehn Punktspielen eingesetzt. Ihre Mannschaft stieg am Saisonende in die seinerzeit zweitklassige Bayernliga ab, ihr vorheriger Verein hingegen löste seine Frauenfußballabteilung auf.